# Deborah May
Deborah May (Remington, Indiana, 28 de septiembre de 1948) es una actriz y modelo estadounidense, reconocida principalmente por su participación en las series de televisión St. Elsewhere y The Walking Dead.

## Biografía
Nacida en Remington, Indiana, May ha registrado una gran cantidad de apariciones en series de televisión a lo largo de su carrera. Su papel como Terri Valere en el drama médico St. Elsewhere (1985–86) es una de sus actuaciones más reconocidas. Otras series de televisión en las que ha figurado incluyen a Falcon Crest, Remington Steele, The Golden Girls, Star Trek: Deep Space Nine, Star Trek: Voyager, Murder One, The Larry Sanders Show, Seinfeld y ER.
Entre 2016 y 2017, May interpretó el papel de Natania, la líder del grupo de sobrevivientes conocido como Oceanside, en la serie de terror The Walking Dead. En 2021 apareció en la tercera temporada de la serie Cobra Kai, en el papel de la señora Mills.

## Filmografía

### Cine y televisión
- 2021 - Cobra Kai
- 2020 - 9-1-1
- 2016-2017 - The Walking Dead
- 2014-2015 - The Last Ship
- 2012 - Last Man Standing
- 2009 - Dirty Sexy Money
- 2008 - Cold Case
- 2005 - Malcolm in the Middle
- 2002 - Boomtown
- 1996-2002 - ER
- 2002 - The West Wing
- 1999-2002 - Days of Our Lives
- 2002 - Grounded for Life
- 2000-2001 - Gideon's Crossing
- 2000 - The Kid
- 2000 - Nurse Betty
- 1999 - Any Day Now
- 1992-1998 - The Larry Sanders Show
- 1998 - From the Earth to the Moon
- 1997 - Soul Man
- 1997 - Star Trek: Voyager
- 1996 - Dark Skies
- 1996 - After Jimmy
- 1996 - The Tomorrow Man
- 1995-1996 - Murder One
- 1995 - The Other Mother: A Moment of Truth Movie
- 1995 - A Walton Wedding
- 1995 - Women of the House
- 1994 - All-American Girl
- 1993 - Star Trek: Deep Space Nine
- 1993 - Seinfeld
- 1993 - Bodies of Evidence
- 1993 - Hearts Afire
- 1992 - Sexual Advances
- 1992 - Jake and the Fatman
- 1992 - O Pioneers!
- 1991 - Down Home
- 1991 - Caged Fear
- 1991 - Wings
- 1991 - The Flash
- 1990 - Call Me Anna
- 1988-1990 - L.A. Law
- 1989 - Murphy Brown
- 1988 - Why on Earth?
- 1988 - Something Is Out There
- 1988 - In the Line of Duty: The F.B.I. Murders
- 1988 - Johnny Be Good
- 1988 - Buck James
- 1987 - The Popcorn Kid
- 1987 - The Golden Girls
- 1985-1986 - St. Elsewhere
- 1986 - The Twilight Zone
- 1985 - The Eagle and the Bear
- 1985 - Remington Steele
- 1984 - Hotel
- 1984 - Falcon Crest
- 1984 - The Woman in Red
- 1984 - CBS Schoolbreak Special
- 1983 - Rage of Angels
- 1980-1982 - Guiding Light
- 1980 - Mom, the Wolfman and Me
- 1976 - The Taming of the Shrew
- 1973 - The Streets of San Francisco